# نیروهای دفاعی فنلاند
نیروهای دفاعی فنلاند (فنلاندی: puolustusvoimat, سوئدی: försvarsmakten) مسئولیت دفاع از خاک فنلاند را برعهده دارد. این ارتش ۲۲ هزارنیروی حرفه‌ای نظامی در زیرمجموعه خود دارد.
خدمت وظیفه عمومی برای مردان وجود دارد که به موجب آن همه مردان بین سنین ۱۸ تا ۲۹ سال به مدت ۱۶۵، ۲۵۵ یا ۳۴۷ روز خدمت می‌کنند. خدمات غیرنظامی جایگزین یا امریه برای مردان و خدمات داوطلبانه برای زنان در دسترس است.
سیاست رسمی فنلاند بیان می‌کند که یک نیروی نظامی ۲۸۰۰۰۰ نفری یک بازدارنده مناسب در زمان جنگ است. ارتش متشکل از یک ارتش میدانی بسیار متحرک است که توسط واحدهای دفاعی محلی پشتیبانی می‌شود. ارتش از قلمرو ملی دفاع می‌کند و استراتژی نظامی آن به جای تلاش برای نگه داشتن ارتش مهاجم در مرز، از زمین‌های جنگلی و دریاچه‌های متعدد برای از بین بردن یک متجاوز با توجه به جغرافیای فنلاند استفاده می‌کند.
بودجه دفاعی فنلاند برای سال ۲۰۲۲ تقریباً ۵٫۸ میلیارد یورو است. خدمات داوطلبانه در خارج از کشور مانند مأموریت‌های سازمان ملل، ناتو و اتحادیه اروپا در سراسر جهان نیز بسیار محبوب است. فنلاند با زرادخانه ای متشکل از ۷۰۰ هویتزر، ۷۰۰ خمپاره انداز سنگین و ۱۰۰ موشک انداز متعدد، بزرگ‌ترین قابلیت توپخانه را در اروپای غربی دارد. آمادگی دفاعی کشور در برابر دشمن برتر ۸۳ درصد است که یکی از بالاترین‌ها در اروپا است.
نیروهای دفاعی فنلاند از نزدیک با گارد مرزی فنلاند همکاری می‌کنند. گارد مرزی فنلاند بودجه سرمایه‌گذاری سالانه و بلند مدت خود را دارد.

## نگارخانه

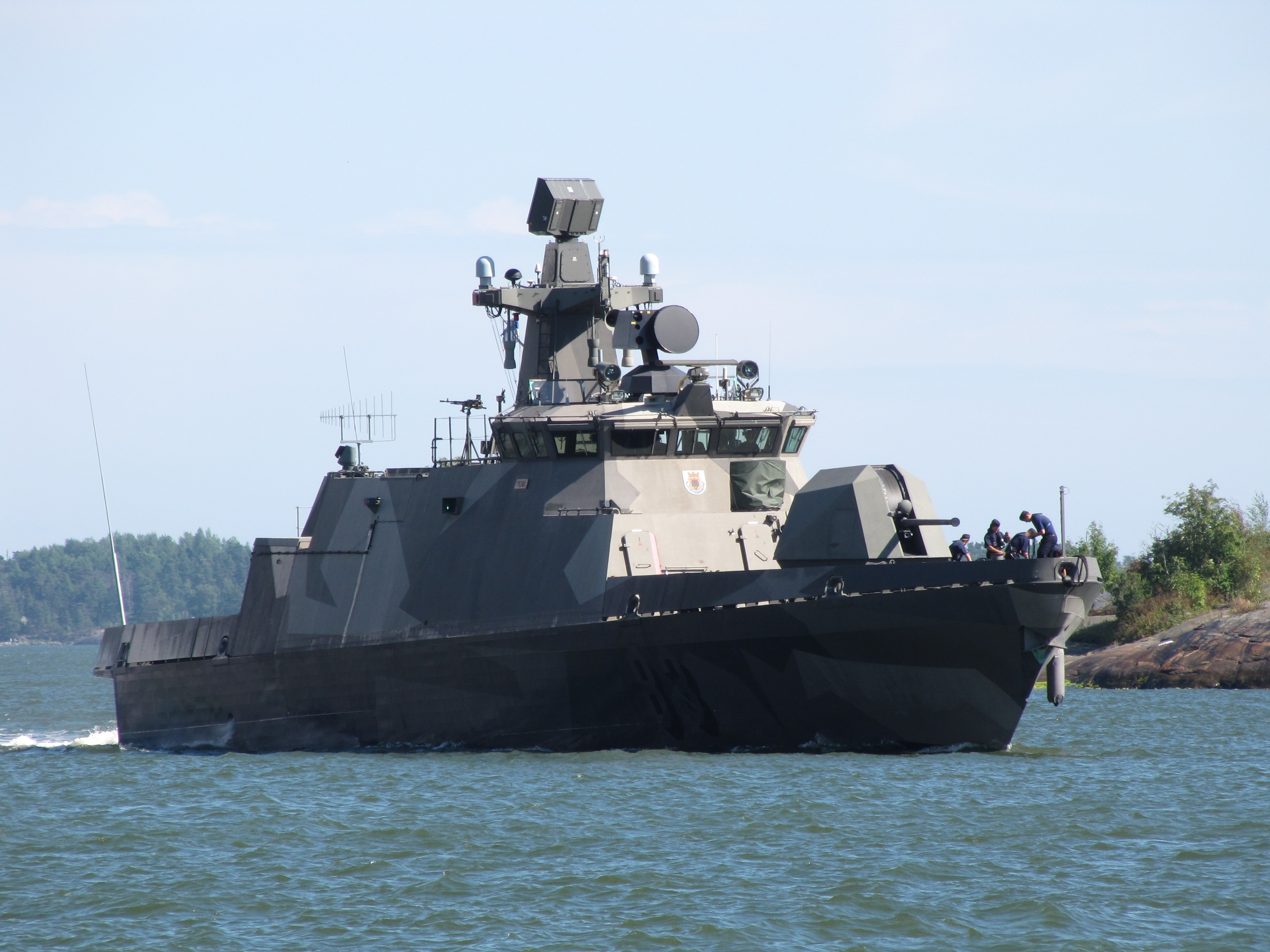
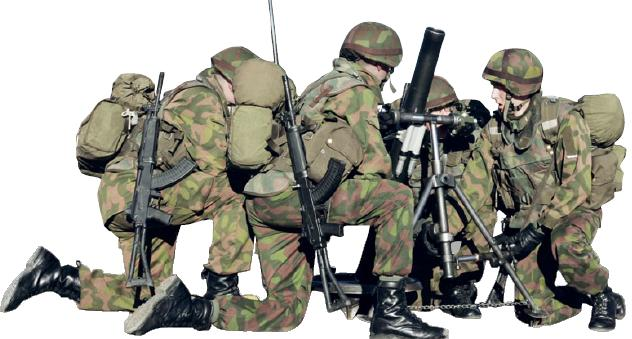
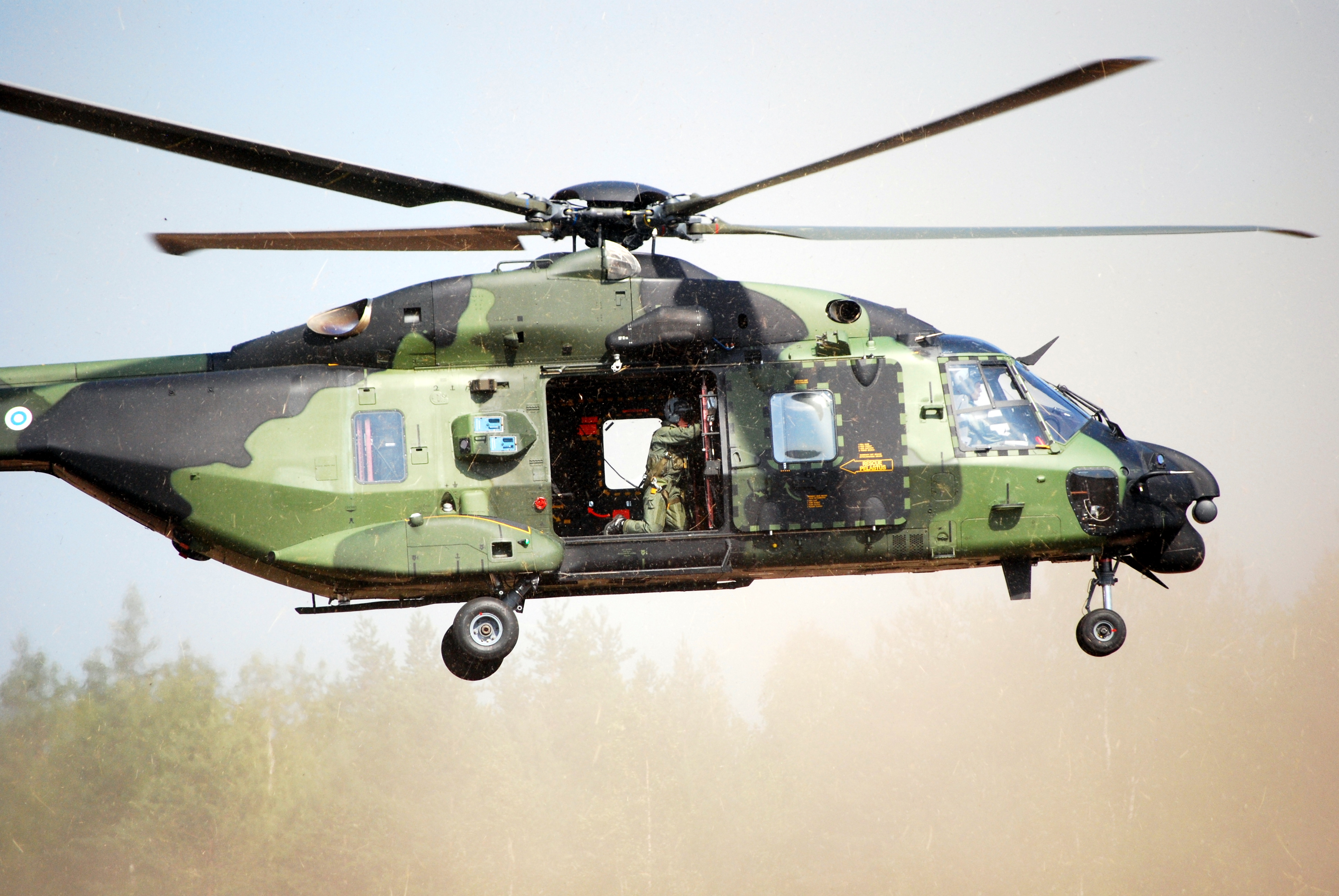
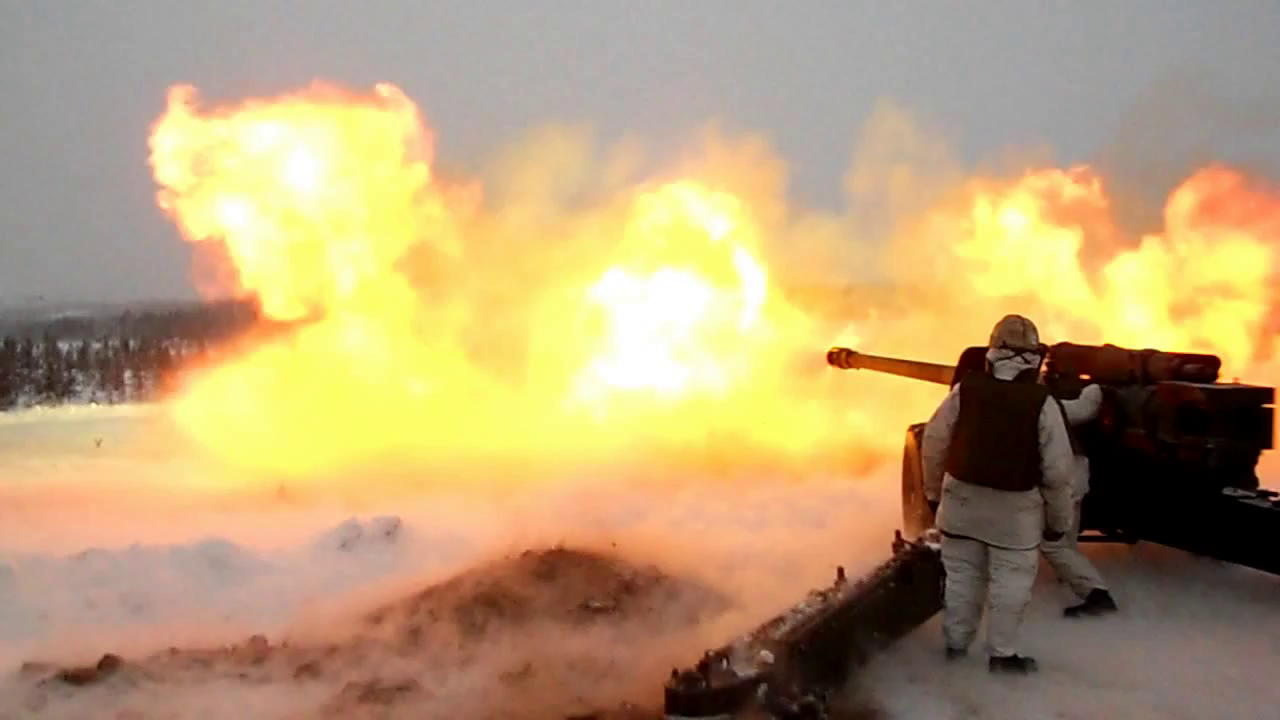
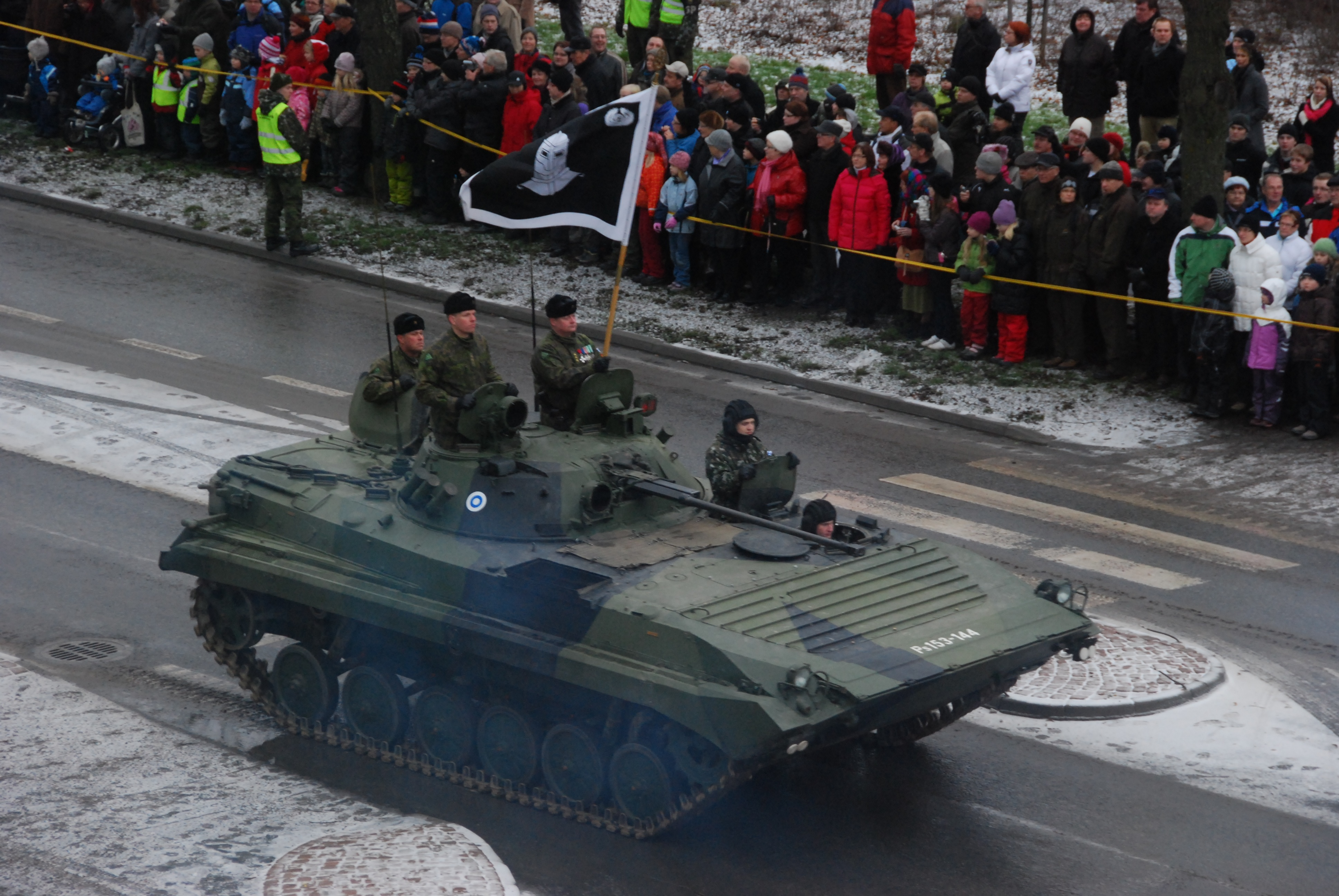
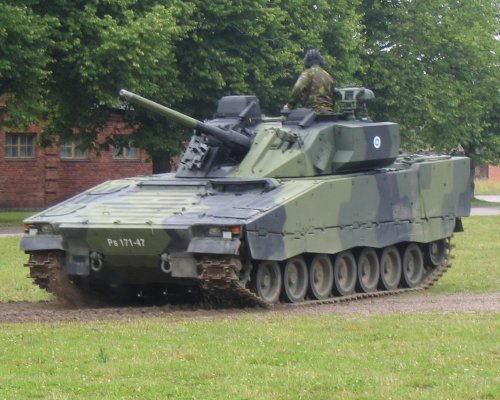
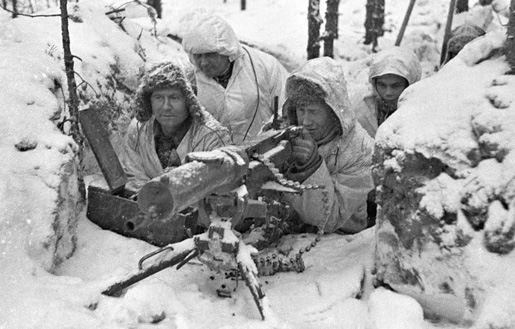
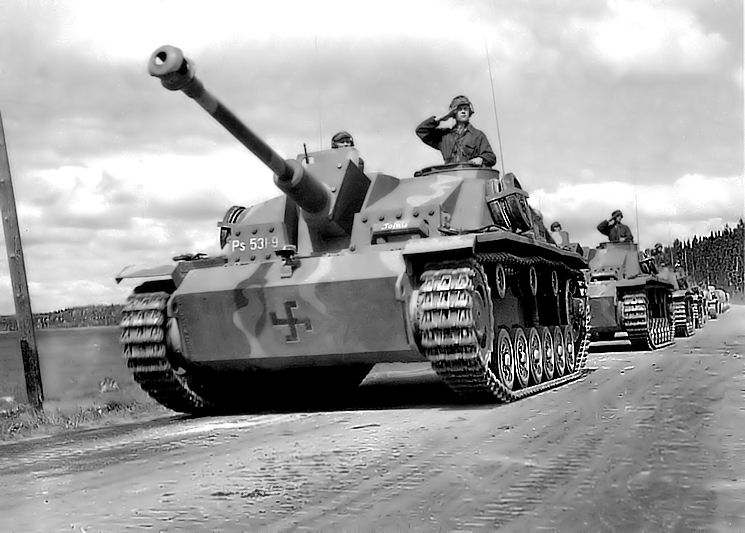
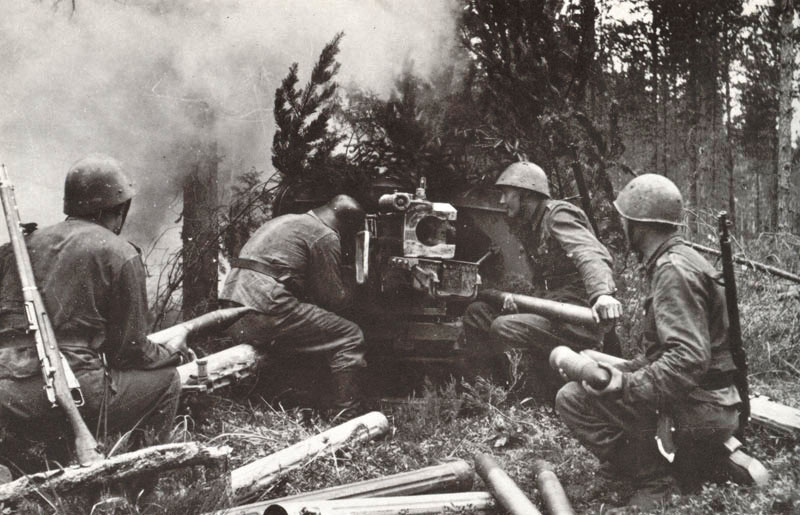
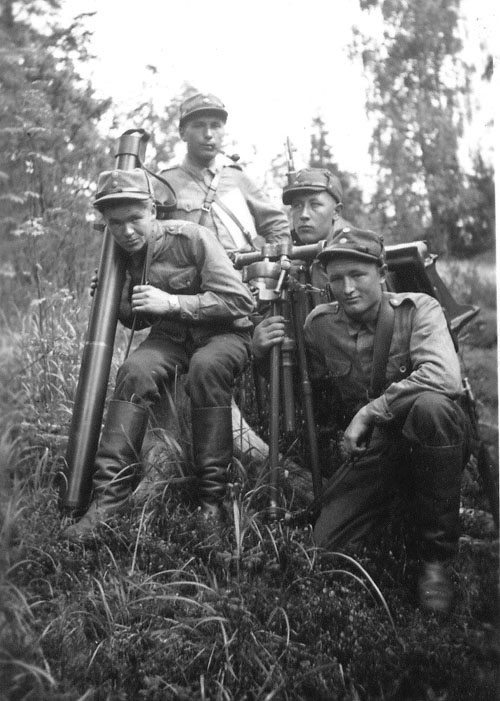